# Cotyledon elongata
Cotyledon elongata là một loài thực vật có hoa trong họ Crassulaceae. Loài này được (Rose) Fedde miêu tả khoa học đầu tiên năm 1904.